# Alexa Weix
Alexa Weix (Budapest, 18 de mayo de 1981) es una actriz pornográfica húngara retirada.

## Biografía
Nació en Budapest, capital de Hungría, en mayo de 1981. No se sabe mucho de su vida antes del año 1999, momento en que muy joven, a sus 18 años, entra en la industria pornográfica.
Desde sus comienzos, trabajó en varias producciones de Vivid, Anabolic Video, Zero Tolerance, Evil Angel, New Sensations, Wicked Pictures o Private, entre otras.
Otras películas de su filmografía son Cumstains 7, Paradise Island, Back Door, Down Your Throat, Flash, Groupies, Lips On Lips o Pick Up Lines 77.
Alexa Weix decidió retirarse de la industria en 2010, con algo más de 230 películas entre producciones originales y compilaciones.